# Luddig påskrislav
Luddig påskrislav (Stereocaulon tomentosum) är en lavart som beskrevs av Fr. Luddig påskrislav ingår i släktet Stereocaulon och familjen Stereocaulaceae.  Arten är reproducerande i Sverige. Inga underarter finns listade i Catalogue of Life.

## Källor

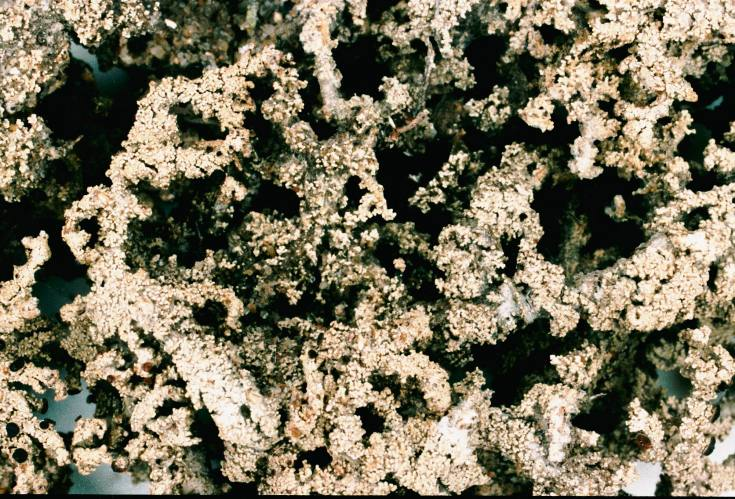
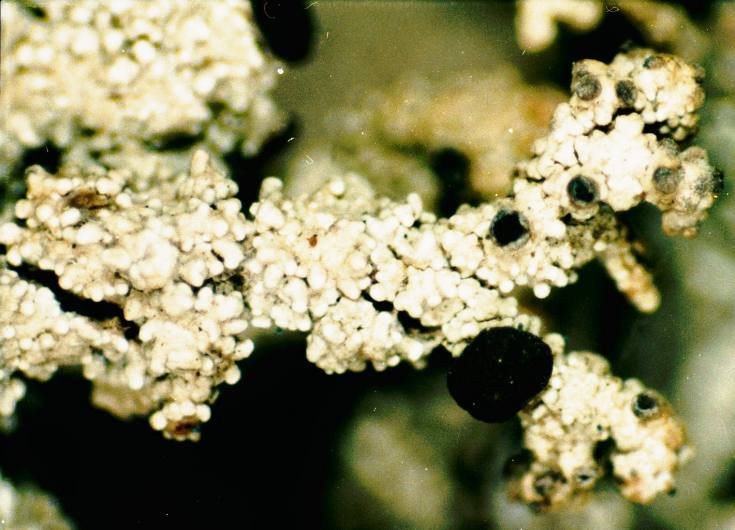
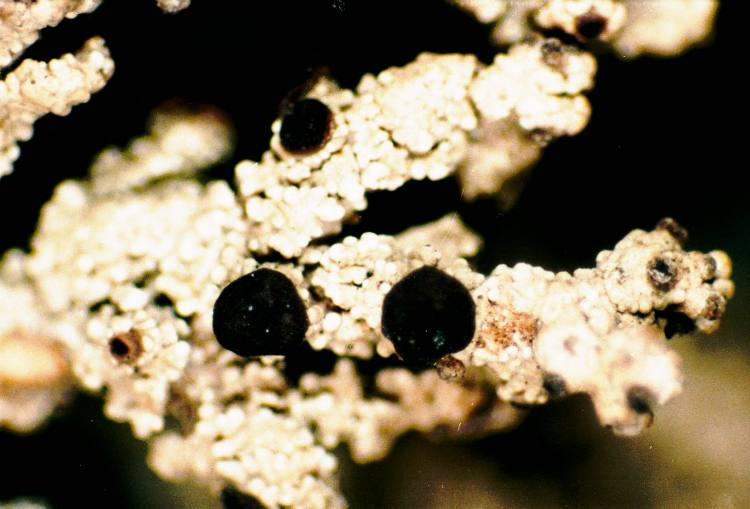
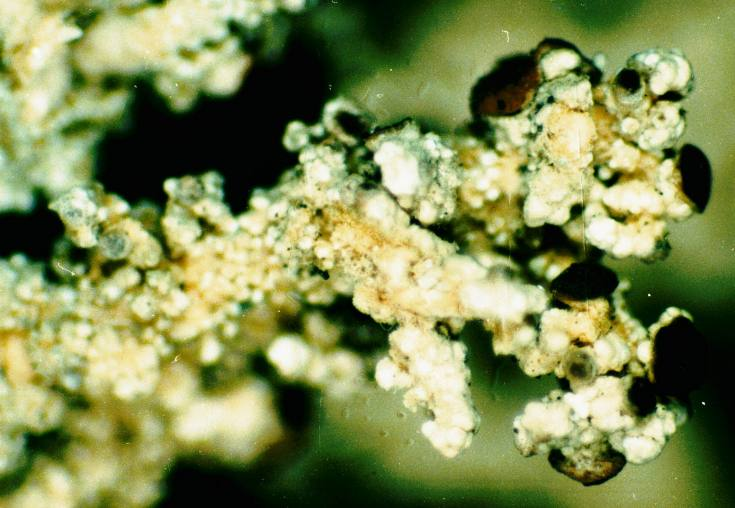
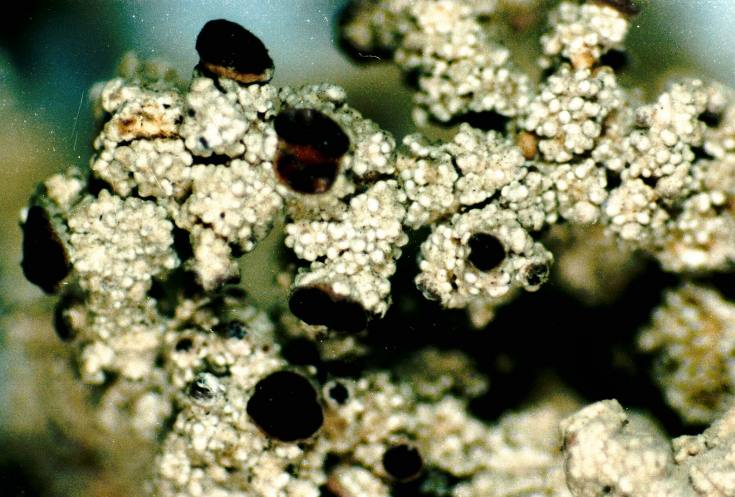
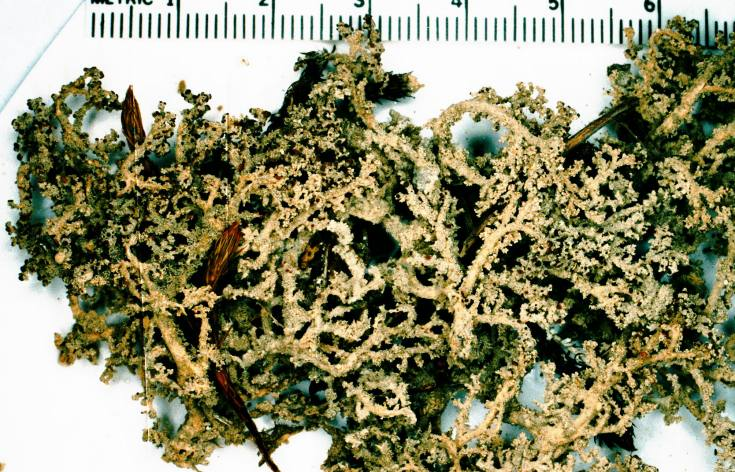